# Phillyrea
Phillyrea es un género con 80 especies de plantas con flores perteneciente a la familia Oleaceae. Son nativas de la región del Mediterráneo, Islas Canarias y Madeira.

## Descripción
Son arbustos perennes o pequeños árboles que alcanzan los 3-9 m de altura, relacionado con los géneros Ligustrum, Olea Y Osmanthus. Las hojas son opuestas, pequeñas, coriáceas de color verde-blancuzco, ovadas a lanceoladas de 2-6 cm de longitud  y 0.5-2 cm de ancho. Las flores son pequeñas de color verde-blancuzcas que se producen en pequeñas agrupaciones. El fruto es una drupa conteniendo una sola semilla. 

## Especies seleccionadas
- Phillyrea angustifolia
- Phillyrea aeolica
- Phillyrea arbutifolia
- Phillyrea barceloi
- Phillyrea benitoi
- Phillyrea bolivaris
- Phillyrea brachiata
- Phillyrea bracteolata
- Phillyrea buxifolia
- Phillyrea cadevalli
- Phillyrea capensis
- Phillyrea caroli
- Phillyrea chinensis
- Phillyrea latifolia